# Ma' Rosa
Ma' Rosa is een Filipijnse film uit 2016, geregisseerd door Brillante Mendoza. De film ging op 18 mei in première op het filmfestival van Cannes in de competitie voor de Gouden Palm.

## Verhaal
Ma' Rosa heeft vier kinderen en runt samen met haar man Nestor een klein winkeltje in een arme buurt in Manilla waar ze door iedereen geliefd is. Om rond te komen, verkopen ze ook kleine hoeveelheden drugs. Op een dag worden Rosa en haar man gearresteerd en zal Rosa alles in het werk stellen bij de corrupte politie om vrij te geraken.

## Rolverdeling
| Acteur                 | Personage |
| ---------------------- | --------- |
| Jaclyn Jose            | Rosa      |
| Julio Diaz             | Nestor    |
| Baron Geisler          | Sumpay    |
| Jomari Angeles         | Erwin     |
| Neil Ryan Sese         | Olivarez  |
| Mercedes Cabral        | Linda     |
| Andi Eigenmann         | Raquel    |
| Mark Anthony Fernandez | Castor    |

## Productie
De film werd geselecteerd als Filipijnse inzending voor de beste niet-Engelstalige film voor de 89ste Oscaruitreiking.